# Kniphofia paludosa
Kniphofia paludosa är en grästrädsväxtart som beskrevs av Adolf Engler. Kniphofia paludosa ingår i Fackelliljesläktet som ingår i familjen grästrädsväxter. Inga underarter finns listade i Catalogue of Life.